# Giorgi Nemsadze
Giorgi Nemsadze (georgiska: გიორგი ნემსაძე) född 10 maj 1972 i Tbilisi, är en georgisk före detta fotbollsspelare. Nemsadze spelade som mittfältare. Förutom att han gjorde 69 landskamper för Georgiens herrlandslag i fotboll spelade han för flera europeiska klubbar som Trabzonspor, Grasshopper-Club Zürich, A.C. Reggiana och Dundee FC. I Georgiens landslag spelade han mellan år 1992 och 2004 men gjorde inga mål.